# Zow Tlang
Der Zow Tlang ist ein Berg in Bangladesch an der Grenze zu Myanmar.

## Lage
Der Gipfel des Bergs liegt im Südosten Bangladeschs im Osten der Upazila Thanchi in dem zu den Chittagong Hill Tracts der Division Chittagong gehörenden Distrikt Bandarban in den Mizo Hills, einer Hügelkette, die einen südlichen Ausläufer des Himalaya bildet, wenige Meter westlich der Grenze zu Myanmar. Die Flanken des Berges erstrecken sich in den Distrikt Mindat im myanmarischen Chin-Staat hinein.
Die nächste bewohnte Siedlung ist das etwa fünf Kilometer westnordwestlich des Gipfels auf einer Höhe von etwa 190 Meter gelegene Bergdorf Dolian Para.

## Höhe
Im Rahmen einer Exkursion im Februar 2017 wurde die Höhe des Zow Tlang mittels GPS zu 3323 Feet (1013 Meter) ermittelt. ACME Mapper gibt die Höhe des Berges mit 997 Meter an. Damit ist der Zow Tlang der zweithöchste Berg Bangladeschs hinter dem 13 Kilometer weiter nördlich gelegenen Mowdok Mual (1045 m) und vor dem 41 Kilometer nördlich gelegenen Dumlong (997 m) sowie dem 32 Kilometer nordnordöstlich gelegenen Keokradong (980 m), der früher als höchster Berg Bangladeschs galt. Ferner ist er der am weitesten im Süden gelegene Berg in Bangladesch mit einer Höhe von 900 Meter oder mehr.
Der Mowdok Mual ist auch der nächstgelegene Berg, der höher als der Zow Tlang ist. Bis auf den 3 Kilometer nördlich gelegenen Jogi Haphong (974 m) gibt es im Umkreis des Zow Tlang  keine weiteren Berge, die höher als 900 Meter sind.